# Conolophia helicola
Conolophia helicola là một loài bướm đêm trong họ Geometridae.